# Hệ thống giao phối
Một hệ thống giao phối (Mating system) là cách mà một nhóm cấu trúc liên quan đến hành vi tình dục. Ý nghĩa chính xác của thuật ngữ này phụ thuộc vào từng bối cảnh được đề cập đến. Đối với động vật, thuật ngữ này mô tả con vật thuộc giống đực và con vật thuộc giống cái giao phối với nhau, trong hoàn cảnh nào. Trong xã hội học của con người, các thuật ngữ đã được mở rộng để bao gồm sự hình thành các mối quan hệ như hôn nhân.
Đến nay, các hệ thống phối ngẫu được xác nhận trong tự nhiên (ở động vật) bao gồm chế độ một vợ một chồng/chung thủy/chung tình (Monogamy), đa phu thê/chung vợ, chung chồng (Polygamy) bao gồm đa thê/nhiều vợ/chung chồng-tức nhiều thê thiếp, nhiều bà vợ (Polygyny), đa phu/nhiều chồng/chung vợ-tức nhiều ông chồng (polyandry); chế độ đa phu và đa thê (Polygynandry), và tập tính lăng nhăng (Promiscuity), tất cả đều dẫn đến kết quả lựa chọn bạn đời khác nhau và do đó các hệ thống này ảnh hưởng đến cách chọn lọc giới tính trong các loài thực hiện chúng.

## Tổng quan
Trên nguyên tắc, cấu trúc di truyền của quần thể ở thế hệ sau được xác định bởi xác suất kết hợp của các giao tử thế hệ trước trong quá trình thụ tinh. Do đó, nó phụ thuộc vào kiểu giao phối của các bố mẹ. Trong di truyền học quần thể, người ta phân biệt ba kiểu giao phối: Giao phối ngẫu nhiên hay ngẫu phối (random mating hay panmixia), giao phối chọn lựa (assortative mating), và cận huyết (inbreeding).
- Nội phối là sự giao phối không ngẫu nhiên xảy ra giữa các cá thể có quan hệ họ hàng gần hoặc điển hình là sự tự thụ tinh
- Ngẫu phối là kiểu giao phối trong đó xảy ra sự bắt cặp ngẫu nhiên giữa các cá thể đực và cái trong quần thể và định nghĩa quần thể được áp dụng cho các quần thể thuộc hệ thống ngẫu phối; chúng chiếm vị trí rất quan trọng trong hệ thống các loài
- Giao phối chọn lựa là kiểu giao phối trong đó các cá thể đực và cái không bắt cặp ngẫu nhiên mà có sự lựa chọn theo kiểu hình (giao phối cùng loại). Có các trường hợp xảy ra:
  - Nếu như các cá thể có xu hướng giao phối với các cá thể khác có kiểu hình tương tự, thì gọi là giao phối chọn lựa dương tính (positive assortative mating). Ở người, sự giao phối có lựa chọn diễn ra đối với các tính trạng như chiều cao, màu mắt, màu tóc, vì vậy nó chỉ ảnh hưởng đến các tần số kiểu gene của locus nào có liên quan đến việc xác định kiểu hình được sử dụng trong giao phối
  - Nếu như sự lựa chọn ít được quan tâm nhưng tần số của các cặp giao phối vẫn khác xa với tần số của các cặp ngẫu phối, thì gọi là giao phối không lựa chọn (disassortative mating) hay chọn lựa âm tính (negative assortative mating). Kiểu giao phối không lựa chọn phổ biến trong các hệ thống tự bất dục (self-sterility) ở thực vật.

## Các giới

### Ở thực vật
Các hệ thống giao phối chính ở thực vật là lai xa (thụ tinh chéo), tự sinh (tự thụ tinh) và sinh sản đơn tính-apomixis (sinh sản vô tính mà không thụ tinh, nhưng chỉ khi phát sinh do thay đổi chức năng tình dục). Các hệ thống giao phối hỗn hợp, trong đó thực vật sử dụng hai hoặc thậm chí cả ba hệ thống giao phối, không phải là hiếm. Một số mô hình đã được sử dụng để mô tả các tham số của hệ thống giao phối thực vật. Mô hình cơ bản là mô hình giao phối hỗn hợp, dựa trên giả định rằng mọi sự thụ tinh là tự thụ tinh hoặc thụ tinh chéo hoàn toàn ngẫu nhiên. Các mô hình phức tạp hơn làm giảm giả định này; ví dụ, mô hình tự thân hiệu quả nhận ra rằng giao phối có thể phổ biến hơn giữa các cặp thực vật có liên quan chặt chẽ hơn giữa các cặp thực vật có liên quan xa.

### Ở động vật
Sau đây là một số hệ thống giao phối thường được công nhận ở động vật kể cả bao gồm con người:
- Tập tính một vợ một chồng hay đơn phối ngẫu hay ghép đơn giao (chung thủy ở động vật): Là một biểu hiện của liên kết cặp tính dục (theo cặp hay từng đôi). Một cá thể đực (trống) và một cá thể cái (mái) có mối quan hệ giao phối độc quyền với nhau. Thuật ngữ ghép đôi thường bao hàm điều này. Điều này được liên kết với các đôi lứa chỉ gồm một đực (trống), một cái (mái) gọi là một cặp. Có hai loại tập tính một vợ một chồng. Tập tính ghép đơn giao diễn ra khi có mật độ rất thấp trong một loài, có nghĩa là giao phối xảy ra chỉ với một thành viên khác giới vì giống đực và giống cái cách nhau rất xa và khi một con mái cần trợ giúp để có một lứa đẻ. Ở loài người thì đây là một chế độ một vợ một chồng, trong hôn nhân gọi là gia đình đối ngẫu hay hôn nhân cá thể.
- Tập tính đa phối hay đa phối ngẫu hay ghép đa giao hay Đa phu thê-Polygamy: Là một biểu hiện của liên kết cặp xã hội theo đó có các giới có nhiều hơn một đối tác giao phối. Ba loại được công nhận:
  - Hệ thống Đa thê hay nhiều vợ-Polygyny: Một con đực có mối quan hệ độc quyền với hai hoặc nhiều con vật giống cái (nhóm một con đực với nhiều con cái) thường được gọi là hậu cung động vật. Đây là hệ thống giao phối đa thê phổ biến nhất ở động vật có xương sống được nghiên cứu cho đến nay. Ở loài người, tập tục đa thê là phổ biến trong lịch sử.
  - Đa phối đực hay nhiều chồng-Polyandry: Một con vật giống cái có mối quan hệ độc quyền với hai hoặc nhiều con vật giống đực. Điều này hiếm hơn và có liên quan đến hành vi nhóm nhiều con đực với một con cái. Di truyền đa phối đực được tìm thấy một số loài côn trùng như Apis mellifera (Ong mật phương Tây), trong đó một con ong chúa sẽ giao phối với nhiều con đực mà những con này sẽ chết ngay lập tức khi giao phối, ong chúa sẽ lưu trữ tinh trùng thu thập được từ nhiều lần giao phối này trong tinh trùng của mình để sử dụng để thụ tinh cho trứng trong suốt quá trình sinh sản của mình.
  - Đa phối nhóm hay kết đôi nhóm hay hiện tượng ghép đa giao (Ghép đôi theo nhóm đồng đều/Liên kết cặp đôi phức hợp)-Polygynandry: Là một biến thể nhỏ của điều này, trong đó hai hoặc nhiều con đực có mối quan hệ độc quyền với hai hoặc nhiều con cái; số lượng con đực và con cái không nhất thiết phải bằng nhau, và trong các loài động vật có xương sống được nghiên cứu cho đến nay, số lượng con đực thường ít hơn. Điều này được liên kết với các thành phần nhóm nhiều con đực cùng nhiều con cái. Trong hôn nhân ở loài người gọi đây là Đa phu đa thê hay quần hôn, hay tục tạp hôn hay chung chồng chung vợ, phổ biến ở kiểu gia đình Punaluan.
- Tập tính lăng nhăng-Promiscuity hay kết đôi hỗn tạp hay quan hệ tính giao bừa bãi: Một thành viên của một giới tính trong nhóm xã hội giao phối với bất kỳ thành viên khác giới. Điều này được liên kết với các thành phần nhóm đa trống, đa đa mái. Ở các loài động vật bậc cao, hành vi lăng nhăng của con cái sẽ bị con đực và cả đàn trừng phạt dữ dội, ví dụ như ở xã hội loai khỉ, dù vậy tập tính lăng nhăng này cũng góp phần làm giảm nguy cơ giao phối cận huyết.

Những mối quan hệ giao phối này có thể có hoặc không liên quan đến các mối quan hệ xã hội, trong đó các đối tác tình dục ở cùng nhau để trở thành đối tác nuôi dạy con cái. Như thuật ngữ thay thế cặp đôi ngụ ý, điều này thường xảy ra trong chế độ một vợ một chồng. Trong nhiều hệ thống đa thê, con đực và con cái ở lại với nhau để nuôi nấng con non. Trong các hệ thống đa thê, nơi số lượng con cái được ghép với mỗi con đực có địa vị thấp và con đực sẽ thường ở với một con cái để giúp nuôi con non, trong khi con cái khác tự nuôi con non. Trong chế độ đa thê, mỗi con đực có thể hỗ trợ một con cái; nếu tất cả những con trưởng thành giúp nuôi dưỡng tất cả những con còn non, hệ thống thường được gọi là "hợp tác sinh sản". Trong các hệ thống đa thê, và trong các hệ thống lăng nhăng, chăm sóc gia đình là rất hiếm, hoặc có thể không có sự chăm sóc của cha mẹ.